# Джуліо-Агрікола (станція метро)
41°51′24″ пн. ш. 12°33′44″ сх. д. / 41.85667° пн. ш. 12.56222° сх. д.
Джуліо-Агрікола (італ. Giulio Agricola) - станція лінії А Римського метрополітену. Відкрита 16 лютого 1980 році у першій черзі лінії А (від Ананьїна до Оттавіано). Розташована під Віа-Тусколана, поблизу з перетином вулиць Джуліо-Агрікола та Марко-Фульвіо-Нобільоре. 
Двопрогінна станція мілкого закладення.
Поблизу станції розташовані
- Віа-Тусколана
- Церква Сан-Джованні-Боско
- Церква Сан-Полікарпо
- Аква Клавдія

## Пересадки
Автобуси: 590.